# Phlomis
Phlomis es un género de plantas herbáceas y arbustos que, con unas 200 especies y subespecies aceptadas, de las casi 400 descritas, es uno de los más ricos de la familia Lamiaceae.

## Descripción
Son plantas desde discretas (3 dm) hasta arbustos de 2 m de altura, con tallos más o menos erectos y peludos. Las hojas basales y caulinares son en general pecioladas y de forma oblonga-lanceoladas y pueden ser dentadas o no. A menudo tienen dichas hojas cubiertas con abundante pelusa. La inflorescencia se compone de verticilos separados y con brácteas similares o bien diferentes de las hojas. Las flores, de color amarillo, púrpura o blanco, tienen un cáliz peloso de 5 dientes y una corola bilabiada, con el labio superior en forma de casco y el inferior trilobulado con un amplio lóbulo central.

## Distribución
El género es nativo del Mar Mediterráneo, extendiéndose por Europa hasta Asia, incluida Corea, China, Mongolia, Nepal e India septentrional -  región donde podrían corresponder a un linaje distinto (Phlomoides). Introducida en otras zonas (Estados Unidos y Nueva Zelanda).

## Especies y subespecies aceptadas
- Phlomis admirabilis Czern.
- Phlomis agraria Bunge
- Phlomis alaica Knorring
- Phlomis × alanyensis Hub.-Mor.
- Phlomis × almijarensis Pau
- Phlomis alpina Pall.
- Phlomis amanica Vierh.
- Phlomis ambigua Hand.-Mazz.
- Phlomis angrenica Knorring
- Phlomis angustissima Hub.-Mor.
- Phlomis anisodonta Boiss.
- Phlomis armeniaca Willd.
- Phlomis atropurpurea Dunn
- Phlomis aucheri' Boiss.
- Phlomis aurea Decne.
- Phlomis betonicifolia Regel
- Phlomis betonicoides Diels
- Phlomis × bornmuelleri Rech.f.
- Phlomis bourgaei Boiss.
- Phlomis bovei Noë
- Phlomis brachyodon (Boiss.) Zohary ex Rech.f.
  - Phlomis brachyodon subsp. damascena (Bornm.) Sam.
- Phlomis brachystegia Bunge
- Phlomis bracteosa Royle ex Benth.
- Phlomis brevibracteata Turrill
- Phlomis brevidentata H.W.Li
- Phlomis breviflora Benth.
- Phlomis brevilabris Ehrenb. ex Boiss.
- Phlomis bruguieri Desf.
- Phlomis brunneogaleata Hub.-Mor.
- Phlomis bucharica Regel
- Phlomis burmanica Mukerjee
- Phlomis cancellata Bunge
- Phlomis capensis Thunb.
- Phlomis capitata Boiss.
- Phlomis carica Rech.f.
- Phlomis cashmeriana Royle ex Benth.
- Phlomis cashmirica Wells
- Phlomis chimerae Boissieu
- Phlomis chinghoensis C.Y.Wu
- Phlomis chorassanica Bunge
- Phlomis chrysophylla Boiss.
- Phlomis × cilicica Hub.-Mor.
- Phlomis × commixta Rech.f.
- Phlomis congesta C.Y.Wu
- Phlomis cretica C.Presl
- Phlomis crinita Cav.
  - Phlomis crinita subsp. composita (Pau) Rivas Mart. & al.
  - Phlomis crinita subsp. crinita
  - Phlomis crinita subsp. malacitana (Pau) Cabezudo, Nieto Caldera & T.Navarro
  - Phlomis crinita var. malacitana Pau
  - Phlomis crinita subsp. mauritanica (Munby) Murb.
- Phlomis cuneata C.Y.Wu
- Phlomis cyclodon Knorring
- Phlomis cypria Post
  - Phlomis cypria var. occidentalis Meikle
- Phlomis × cytherea Rech.f.
- Phlomis dentosa Franch.
- Phlomis dincii Yild.
- Phlomis discolor Ledeb.
- Phlomis drobovii Popov
- Phlomis dszumrutensis Afan.
- Phlomis × ekimii Dadandı & H.Duman
- Phlomis elliptica Benth.
- Phlomis elongata Hand.-Mazz.
- Phlomis esquirolii H.Lév.
- Phlomis ferganensis Popov
- Phlomis fimbriata C.Y.Wu
- Phlomis floccosa D.Don
- Phlomis forrestii Diels
- Phlomis franchetiana Diels
- Phlomis fruticetorum Gontsch.
- Phlomis fruticosa L.
- Phlomis ghilanensis K.Koch
- Phlomis grandiflora H.S.Thomps.
- Phlomis herba-venti L.
  - Phlomis herba-venti subsp. herba-venti
  - Phlomis herba-venti subsp. kopetdaghensis (Knorring) Rech.f.
  - Phlomis herba-venti subsp. lenkoranica (Knorring) Rech.f.
  - Phlomis herba-venti subsp. pungens (Willd.) Maire ex DeFilipps
- Phlomis hissarica Regel
- Phlomis hybrida Zelen.
- Phlomis hypoleuca Vved.
- Phlomis inaequalisepala C.Y.Wu
- Phlomis insignis Schischu.
- Phlomis integrifolia Hub.-Mor.
- Phlomis isiliae Yild.
- Phlomis italica L.
- Phlomis jeholensis Nakai & Kitag.
- Phlomis × kalanensis Hub.-Mor.
- Phlomis kansuensis C.Y.Wu
- Phlomis knorringiana Popov
- Phlomis koraiensis Nakai
- Phlomis kotschyana Hub.-Mor.
- Phlomis kuegleriana Muschl.
- Phlomis kurdica Rech.f.
- Phlomis lamiiflora Regel
- Phlomis lanata Willd.
- Phlomis lanceolata Boiss. & Hohen.
- Phlomis leucophracta P.H.Davis & Hub.-Mor.
- Phlomis likiangensis C.Y.Wu
- Phlomis linearifolia Zakirov
- Phlomis linearis Boiss. & Balansa
- Phlomis longicalyx C.Y.Wu
- Phlomis longifolia Boiss. & Blanche
- Phlomis lunariifolia Sm.
- Phlomis lychnitis L.
- Phlomis lycia D.Don
- Phlomis macrophylla Benth.
- Phlomis majkopensis (Novopokr.) Grossh.
- Phlomis × malacitana (Pau) Pau
- Phlomis × margaritae Aparicio & Silvestre
- Phlomis margaritas Aparicio & Silvestre
- Phlomis maximowiczi Regel
- Phlomis medicinalis Diels
- Phlomis megalantha Diels
- Phlomis melanantha Diels
- Phlomis × melitenensis Hub.-Mor.
- Phlomis milingensis C.Y.Wu & H.W.Li
- Phlomis × mobullensis Hub.-Mor.
- Phlomis mongolica Turcz.
- Phlomis monocephala P.H.Davis
- Phlomis × muglensis Hub.-Mor.
- Phlomis muliensis C.Y.Wu
- Phlomis nana C.Y.Wu
- Phlomis nissolii L.
- Phlomis nubilans Zakirov
- Phlomis nyalamensis H.W.Li
- Phlomis olgae Regel
- Phlomis olivieri Benth.
- Phlomis oppositiflora Boiss. & Hausskn.
- Phlomis oreophila Kar. & Kir.
- Phlomis orientalis Mill.
- Phlomis ornata C.Y.Wu
- Phlomis ostrowskiana Regel
- Phlomis × pabotii Rech.f.
- Phlomis pachyphylla Rech.f.
- Phlomis paohsingensis C.Y.Wu
- Phlomis pararotata Y.Z.Sun
- Phlomis pedunculata Y.Z.Sun
- Phlomis persica Boiss.
- Phlomis physocalyx Hub.-Mor.
- Phlomis platystegia Post
- Phlomis polioxantha Rech.f.
- Phlomis × praetervisa Rech.f.
- Phlomis pratensis Kar. & Kir.
- Phlomis puberula Krylov & Serg.
- Phlomis purpurea L.	
  - Phlomis purpurea subsp. almeriensis (Pau) Losa & Rivas Goday ex Rivas Mart.
  - Phlomis purpurea subsp. caballeroi (Pau) Rivas Mart.
  - Phlomis purpurea subsp. purpurea
- Phlomis pygmaea C.Y.Wu
- Phlomis × rechingeri Hub.-Mor.
- Phlomis regelii Popov
- Phlomis repens Willd. ex Benth.
- Phlomis rigida Labill.
- Phlomis rotata Benth. ex Hook.f.
- Phlomis rozaliae Prodán
- Phlomis ruptilis C.Y.Wu
- Phlomis russeliana (Sims) Lag. ex Benth.
- Phlomis salicifoliaRegel
- Phlomis samia L.
- Phlomis × semiorbata Rech.f.
- Phlomis setifera Bureau & Franch.
- Phlomis sewerzowii Regel
- Phlomis × sieberi Vierh.
- Phlomis sieheana Rech.f.
- Phlomis similis Czern.
- Phlomis sintenisii Rech.f.
- Phlomis spectabilis Falc. ex Benth.
- Phlomis spinidens Nevski
- Phlomis spinosa Vand.
- Phlomis × stapfiana Rech.f.
- Phlomis stewartii Hook.f.
- Phlomis strigosa C.Y.Wu
- Phlomis syriaca Boiss.
- Phlomis szechuanensis C.Y.Wu
- Phlomis tathamiorum R.M.Haber & Semaan
- Phlomis tatsienensis Bureau & Franch.	
  - Phlomis tatsienensis var. hirticalyx (Hand.-Mazz.) C.Y.Wu
  - Phlomis tatsienensis var. tatsienensis
- Phlomis tenorei Soldano
- Phlomis tenuis Knorring
- Phlomis × termessi P.H.Davis
- Phlomis thapsoides Bunge
- Phlomis tibetica C.Marquand & Airy Shaw
- Phlomis tomentosa Regel
- Phlomis trineura Rech.f.
- Phlomis × trullenquei Pau
- Phlomis tschimganica Vved.
- Phlomis tuberosa L.
- Phlomis × tunceliensis Hub.-Mor.
- Phlomis tuvinica A.Schroet.
- Phlomis tytthaster Vved.
- Phlomis umbrosaTurcz.
  - Phlomis umbrosa var. stenocalyx (Diels) C.Y.Wu
  - Phlomis umbrosa var. umbrosa
- Phlomis uniceps C.Y.Wu
- Phlomis urodonta Popov
- Phlomis vavilovii Popov
- Phlomis × vierhapperi Rech.f.
- Phlomis viscosa Poir.
- Phlomis × vuralii Dadandi
- Phlomis woroschilovii Makarov
- Phlomis younghusbandii S.K.Mukerji
- Phlomis younghushandii Mukerjee
- Phlomis zenaidae Knorring[5]

### En la península ibérica
- Phlomis crinita Cav., Icon., 3: 25, tab. 247 (1795)  
  - P. crinita subsp. crinita Cav.
  - P. crinita subsp. malacitana (Pau) Cabezudo, J.M Nieto & T Navarro in Acta Bot. Malac., 16(2): 354, 1991
  - P. crinita subsp. malacitana x P. lychnitis
  - P. crinita subsp. malacitana x P. purpurea
- Phlomis herba-venti L., Sp. Pl., 586, 1753
- Phlomis italica L., Syst. Nat., ed. 10 2: 1102, 1759
- Phlomis lychnitis L., Sp. Pl., 585, 1753
- Phlomis purpurea L., Sp. Pl., 585, 1753